# Libero Spirito
Il Libero Spirito è stato un movimento cristiano laico che fiorì in Europa settentrionale nei secoli XIII e XIV. 

## Contesto
A causa di visioni antinomiste e individualiste, il movimento entrò in conflitto con la Chiesa cattolica e fu dichiarato eretico da papa Clemente V al Concilio di Vienne (1311-1312). Il movimento è stato spesso accostato a quello simile degli Amalriciani. Gli adepti sono identificati come Fratelli del Libero Spirito o Fratelli e sorelle del Libero Spirito.
Considerato dalla chiesa cattolica una setta eretica diffusa in Europa, che in Umbria fu legata a Bentivenga da Gubbio, i cui adepti sostenevano di essere impeccabili, cioè di non peccare pur compiendo azioni solitamente considerate peccaminose, in quanto investiti dallo Spirito Santo. Ad essa appare collegata la posizione dei seguaci di Guglielma la Boema
L'eresia fu denunziata da Santa Chiara da Montefalco e inquisita da Ubertino da Casale, che nel suo Arbor Vitae Crucifixae Iesu lancia violente invettive contro gli adepti della setta, definita sentina omnium vitiorum. Anche Angela da Foligno, in molte delle sue Instructiones, confuta le teorie dello Spiritus Libertatis.
Il movimento fiorì in un momento difficile dell'Europa occidentale durante la cattività avignonese, con il conflitto tra il decadente papato di Avignone e il Sacro Romano Impero, e durante la Guerra dei Cent'anni, la Peste Nera, la diffusione del catarismo, l'inizio dell'Inquisizione, la caduta dei Templari e le lotte interne della Chiesa, tutte situazioni che contribuirono ad alimentare il fascino del loro approccio individualista e millenarista  al cristianesimo e alle Scritture.
In questo periodo di crisi della Chiesa e della società in generale, c'era una forte sensazione che la fine del mondo fosse vicina e la questione della spiritualità dell'uomo e della sua salvezza diventava sempre più importante. Al punto in cui la gente smetteva di trovare le risposte spirituali nel cattolicesimo romano, i movimenti "dissidenti" come i Fratelli sorsero in tutta Europa predicando una visione alternativa del cristianesimo. Quasi tutti furono perseguitati come eretici dall'autorità temporale della chiesa, dai signori e dai tribunali civili dell'epoca.